# Om Sara
Om Sara är en svensk dramafilm från 2005 i regi av Othman Karim.

## Handling
Tjugoåriga Sara drömmer om ett bra jobb och ett lyckligt familjeliv. Under 10 års tid följer vi henne när hon bygger upp sitt liv både som yrkeskvinna och som privatperson. Hon lyckas väl i sitt liv som fastighetsmäklare men har lite svårt att hitta den rätta lyckan privat. Filmen har en hel del paradoxala inslag.

## Om filmen
Filmen är inspelad i Landskrona, Malmö och Helsingborg med omnejd mellan 2 augusti och 30 september 2004.
Filmen vann det prestigefyllda S:t George-priset för bästa film vid Moskvas internationella filmfestival 2006.

## Skådespelare
- Linda Zilliacus - Sara
- Alexander Skarsgård - Kalle
- Hugo Emretsson - Stefan
- Alexander Karim - Pelle
- Siw Erixon - Saras Mamma
- Cecilia Zwick Nash - Louise
- Claes Göran Thuresson - Peppe, Saras chef
- Birgitta Johansson - Nadja
- Eva Rydberg - Kalles mamma
- Alf Jönsson - Kalles pappa
- Per Ullberg - Tony
- Caroline Davidsson - Tonys tjej